# Campionati europei di ciclismo su pista 2012
I Campionati europei di ciclismo su pista 2012 si sono svolti a Panevėžys, in Lituania, tra il 19 e il 21 ottobre 2012.

## Eventi
Venerdì 19 ottobre
- Inseguimento a squadre femminile
- Inseguimento a squadre maschile
- Velocità a squadre femminile
- Velocità a squadre maschile
- Corsa a punti femminile
- Corsa a punti maschile

Sabato 20 ottobre
- Velocità maschile
- Velocità femminile

Domenica 21 ottobre
- Omnium femminile
- Omnium maschile
- Keirin femminile
- Keirin maschile
- Americana maschile

## Nazioni partecipanti
- Austria
- Belgio
- Bielorussia
- Bulgaria
- Estonia
- Finlandia
- Francia

- Georgia
- Germania
- Gran Bretagna
- Grecia
- Irlanda
- Italia
- Lituania

- Paesi Bassi
- Polonia
- Rep. Ceca
- Russia
- Slovacchia
- Svizzera
- Ucraina

## Medagliere
| Pos.   | Nazione       | Oro | Argento | Bronzo | Totale |
| ------ | ------------- | --- | ------- | ------ | ------ |
| 1      | Germania      | 4   | 3       | 1      | 8      |
| 2      | Lituania      | 3   | 1       | 2      | 6      |
| 3      | Russia        | 2   | 7       | 2      | 11     |
| 4      | Bielorussia   | 2   | 0       | 0      | 2      |
| 5      | Italia        | 1   | 0       | 2      | 3      |
| 6      | Rep. Ceca     | 1   | 0       | 0      | 1      |
| 7      | Polonia       | 0   | 2       | 1      | 3      |
| 8      | Belgio        | 0   | 0       | 1      | 1      |
| 8      | Francia       | 0   | 0       | 1      | 1      |
| 8      | Gran Bretagna | 0   | 0       | 1      | 1      |
| 8      | Grecia        | 0   | 0       | 1      | 1      |
| 8      | Ucraina       | 0   | 0       | 1      | 1      |
| Totale | Totale        | 13  | 13      | 13     | 39     |

## Sommario degli eventi
| Eventi                          | Oro                                                              | Prestazione | Argento                                                           | Prestazione | Bronzo                                                       | Prestazione |
| Uomini                          |                                                                  |             |                                                                   |             |                                                              |             |
| Keirin dettagli                 | Tobias Wächter Germania                                          |             | Joachim Eilers Germania                                           |             | Denis Dmitriev Russia                                        |             |
| Velocità dettagli               | Denis Dmitriev Russia                                            |             | Max Niederlag Germania                                            |             | Christos Volikakis Grecia                                    |             |
| Velocità a squadre dettagli     | Germania Tobias Wächter Joachim Eilers Max Niederlag             | 44"381      | Polonia Kamil Kuczyński Maciej Bielecki Damian Zieliński          | 44"892      | Gran Bretagna Matthew Crampton Calum Skinner Lewis Oliva     | 45"081      |
| Inseguimento a squadre dettagli | Russia Artur Eršov Aleksej Markov Aleksandr Serov Valerij Kajkov | 4'00"578    | Germania Lucas Liß Henning Bommel Theo Reinhardt Maximilian Beyer |             | Italia Elia Viviani Paolo Simion Liam Bertazzo Ignazio Moser | 4'06"380    |
| Americana dettagli              | Rep. Ceca Martin Blaha Jiří Hochmann                             |             | Russia Artur Eršov Valerij Kajkov                                 |             | Italia Angelo Ciccone Elia Viviani                           |             |
| Omnium dettagli                 | Lucas Liß Germania                                               | 17 pt.      | Artur Eršov Russia                                                | 20 pt.      | Gediminas Bagdonas Lituania                                  | 34 pt.      |
| Corsa a punti dettagli          | Elia Viviani Italia                                              | 44 pt.      | Kirill Svešnikov Russia                                           | 26 pt.      | Serhij Lahkuti Ucraina                                       | 25 pt.      |
| Donne                           |                                                                  |             |                                                                   |             |                                                              |             |
| Keirin dettagli                 | Simona Krupeckaitė Lituania                                      |             | Ekaterina Gnidenko Russia                                         |             | Elena Brežniva Russia                                        |             |
| Velocità dettagli               | Vol'ha Panaryna Bielorussia                                      |             | Anastasija Vojnova Russia                                         |             | Simona Krupeckaitė Lituania                                  |             |
| Velocità a squadre dettagli     | Lituania Simona Krupeckaitė Gintarė Gaivenytė                    | 33"846      | Russia Anastasija Vojnova Dar'ja Šmelëva                          | 33"882      | Francia Sandie Clair Olivia Montauban                        | 34"975      |
| Inseguimento a squadre dettagli | Lituania Aušrinė Trebaitė Vilija Sereikaitė Vaida Pikauskaitė    | 3'25"237    | Polonia Katarzyna Pawłowska Eugenia Bujak Edyta Jasińska          | 3'27"086    | Bielorussia Taccjana Šarakova Alena Dul'ko Aksana Papko      | 3'24"801    |
| Omnium dettagli                 | Taccjana Šarakova Bielorussia                                    | 18 pt.      | Aušrinė Trebaitė Lituania                                         | 22 pt.      | Katarzyna Pawłowska Polonia                                  | 22 pt.      |
| Corsa a punti dettagli          | Stephanie Pohl Germania                                          | 33 pt.      | Evgenija Romanjuta Russia                                         | 25 pt.      | Elke Gebhardt Germania                                       | 20 pt.      |